# Kaiserstraße 10 (Quedlinburg)

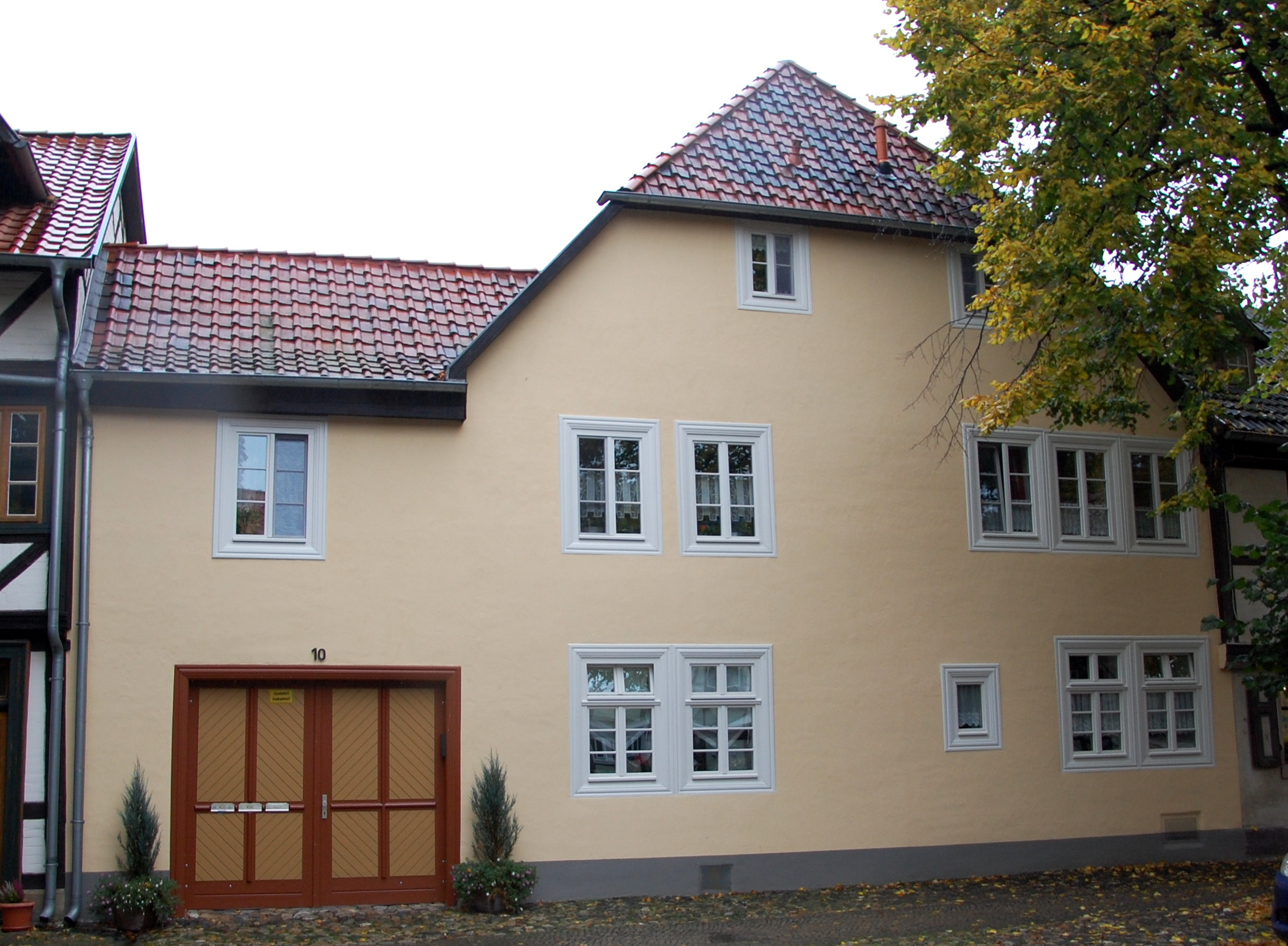
Kaiserstraße 10

Das Haus Kaiserstraße 10 ist ein denkmalgeschütztes Gebäude in der Stadt Quedlinburg in Sachsen-Anhalt.

## Lage
Es befindet sich in der historischen Quedlinburger Neustadt auf der Nordseite der Kaiserstraße und ist im Quedlinburger Denkmalverzeichnis als Wohnhaus eingetragen. Westlich grenzt das gleichfalls denkmalgeschützte Haus Kaiserstraße 8, 9 an.

## Architektur und Geschichte
Das zweigeschossige Fachwerkhaus stammt aus der ersten Hälfte des 18. Jahrhunderts und ist mit seinem Giebel zur Kaiserstraße hin ausgerichtet. Bedeckt ist das verputzte Gebäude mit einem Krüppelwalmdach. Westlich grenzt an das Haupthaus ein Seitenflügel, in den eine Tordurchfahrt integriert ist.